# Kishori Amonkar
Kishori Amonkar (ur. 10 kwietnia 1932 w Mumbaju, zm. 3 kwietnia 2017 tamże) – indyjska wokalistka klasyczna.

## Biografia
Nauczyła się śpiewu od matki. Kilkakrotnie współpracowała w Londynie z zespołem Jay Visva Deva. W 1998 wystąpiła na całodniowym koncercie na Royal Festival Hall. W 2014 zagrała w Bengalskim Festiwalu Muzyki Klasycznej w Dhace. Zmarła 3 kwietnia 2017 w swoim domu.

## Odznaczenia i wyróżnienia
- 1985: Sangeet Natak Akademi Award[1]
- 1987: Order Padma Bhushan[3]
- 1991: Dr. T. M. A. Pai Outstanding Konkani Award[1]
- 2002: Order Padma Vibhushan[3]
- 2009: Sangeet Natak Akademi Fellowship[1]